# THE IDOLM@STER LIVE THE@TER PERFORMANCE
「THE IDOLM@STER LIVE THE@TER PERFORMANCE」（アイドルマスター ライブ シアター パフォーマンス）は、2013年4月24日からランティスよりリリースされているキャラクターソングCDシリーズ。「LTP」と略される。

## 概要
ソーシャルゲーム『アイドルマスター ミリオンライブ！』のキャラクターソングシリーズ。01は本作のテーマソングである「Thank You!」が収録されておりシングル形式である。02以降はアルバム形式となり毎月4〜5人ずつキャラが出演し、ドラマパートと4〜5人のソロ曲＆ユニット曲が入っている。02以降のジャケットイラストはアニメスタッフが担当。
「ソロ担当」は『LIVE THE@TER SOLO COLLECTION』シリーズでのソロリミックス担当アイドル。

## 01 Thank You!
2013年4月24日発売。「ミリオンライブ!」のテーマソングである「Thank You!」のバージョン違い3曲とカラオケを収録。
購入者特典として、四条貴音・高槻やよい・春日未来（全てSR）のCD限定デザインカードのいずれか一枚を選んで入手することができるシリアルナンバー、ライブイベント「THE IDOLM@STER 8th ANNIVERSARY HOP! STEP!! FESTIV@L!!!」のチケット先行申し込み受付用紙が封入された。
収録曲
1. Thank You!
歌：765 MILLIONSTARS
作詞：NBSI（モモキエイジ）、作曲・編曲：NBSI（佐藤貴文）
2. Thank You!（765PRO ver.）
歌：765PRO ALLSTARS
ソロ担当：如月千早（LTSC02）
3. Thank You!（765THEATER ver.）
歌：765THEATER ALLSTARS
ソロ担当：松田亜利沙（LTSC06.Pr）、白石紬（LTSC12.Fa）、桜守歌織（LTSC12.An）
4. Thank You!（Off Vocal）

## 02
2013年5月29日発売。テーマは「正統派アイドル」で、出演者は天海春香、天空橋朋花、七尾百合子、箱崎星梨花、最上静香の5名。ジャケットイラストは雨宮哲。
収録曲
1. ドラマパート1「765ライブシアター開幕!」
2. キラメキ進行形
歌：天海春香（中村繪里子）
作詞：rino、作曲・編曲：高田暁
3. ドラマパート2「ステージパフォーマンス 〜天海春香の場合〜」
4. 透明なプロローグ
歌：七尾百合子（伊藤美来）
作詞：こだまさおり、作曲・編曲：若林充
5. ドラマパート3「ステージパフォーマンス 〜七尾百合子の場合〜」
6. トキメキの音符になって
歌：箱崎星梨花（麻倉もも）
作詞：rino、作曲・編曲：岡本健介
7. ドラマパート4「ステージパフォーマンス 〜箱崎星梨花の場合〜」
8. Maria Trap
歌：天空橋朋花（小岩井ことり）
作詞：ZAQ、作曲・編曲：三浦誠司
9. ドラマパート5「ステージパフォーマンス 〜天空橋朋花の場合〜」
10. Precious Grain
歌：最上静香（田所あずさ）
作詞：松井洋平、作曲・編曲：佐々木裕
11. ドラマパート6「ステージパフォーマンス 〜最上静香の場合〜」
12. Legend Girls!!
歌：天海春香（中村繪里子）、天空橋朋花（小岩井ことり）、七尾百合子（伊藤美来）、箱崎星梨花（麻倉もも）、最上静香（田所あずさ）
作詞：こだまさおり、作曲・編曲：白戸佑輔
ソロ担当：七尾百合子（LTSC01）、最上静香（LTSC02）、箱崎星梨花（LTSC03.Vo）、天空橋朋花（LTSC04.Moon）、天海春香（LTSC05）
13. ボーナスドラマ「楽屋トーク」

## 03
2013年6月26日発売。テーマは「元気! 勇気!」で、出演者は我那覇響、春日未来、豊川風花、望月杏奈、横山奈緒の5名。ジャケットイラストは河野恵美。
収録曲
1. ドラマパート1「765ライブシアター開幕!｣
2. 素敵なキセキ
歌：春日未来（山崎はるか）
作詞・作曲・編曲：岡本健介
3. ドラマパート2「ステージパフォーマンス 〜春日未来の場合〜」
4. ハッピー☆ラッキー☆ジェットマシーン
歌：横山奈緒（渡部優衣）
作詞：由貴野ひめか、作曲：江並哲志、編曲：佐々木裕
5. ドラマパート3「ステージパフォーマンス 〜横山奈緒の場合〜」
6. Happy Darling
歌：望月杏奈（夏川椎菜）
作詞：rino、作曲・編曲：山元祐介
7. ドラマパート4「ステージパフォーマンス 〜望月杏奈の場合〜」
8. オレンジの空の下
歌：豊川風花（末柄里恵）
作詞：こだまさおり、作曲：岡本健介、編曲：森谷敏紀
9. ドラマパート5「ステージパフォーマンス 〜豊川風花の場合〜」
10. Rebellion
歌：我那覇響（沼倉愛美）
作詞：ZAQ、作曲：前山田健一、編曲：石井健太郎
11. ドラマパート6「ステージパフォーマンス 〜我那覇響の場合〜」
12. PRETTY DREAMER
歌：我那覇響（沼倉愛美）、春日未来（山崎はるか）、豊川風花（末柄里恵）、望月杏奈（夏川椎菜）、横山奈緒（渡部優衣）
作詞：こだまさおり、作曲・編曲：矢鴇つかさ（Arte Refact）
ソロ担当：望月杏奈（LTSC01）、横山奈緒（LTSC02）、豊川風花（LTSC03.Vi）
13. ボーナスドラマ「楽屋トーク」

## 04
2013年7月31日発売。テーマは「新世代歌姫達の饗宴」で、出演者は如月千早、北沢志保、田中琴葉、所恵美の4名。ジャケットイラストは小野田将人。
収録曲
1. ドラマパート1「765ライブシアター開幕・1時間前」
2. ドラマパート2「765ライブシアター開幕!」
3. アフタースクールパーリータイム
歌：所恵美（藤井ゆきよ）
作詞：ZAQ、作曲・編曲：増谷賢
4. ドラマパート3「ステージパフォーマンス 〜所恵美の場合〜」
5. 朝焼けのクレッシェンド
歌：田中琴葉（種田梨沙）
作詞：こだまさおり、作曲・編曲：松田彬人
6. ドラマパート4「ステージパフォーマンス 〜田中琴葉の場合〜」
7. ライアー・ルージュ
歌：北沢志保（雨宮天）
作詞：松井洋平、作曲・編曲：西添健（Arte Refact）
8. ドラマパート5「ステージパフォーマンス 〜北沢志保の場合〜」
9. Snow White
歌：如月千早（今井麻美）
作詞：森由里子、作曲：rino、編曲：増田武史
10. ドラマパート6「ステージパフォーマンス 〜如月千早の場合〜」
11. Blue Symphony
歌：如月千早（今井麻美）、北沢志保（雨宮天）、田中琴葉（種田梨沙）、所恵美（藤井ゆきよ）
作詞：こだまさおり、作曲・編曲：山口朗彦
ソロ担当：北沢志保（LTSC01）、所恵美（LTSC02）、田中琴葉（LTSC03.Vo）、如月千早（LTSC05）
12. ボーナスドラマ「楽屋トーク」

## 05
2013年8月28日発売。テーマは「オシャレ・ポップ・アイドル」で、出演者は水瀬伊織、エミリー スチュアート、真壁瑞希、百瀬莉緒の4名。ジャケットイラストは三宮昌太。
収録曲
1. ドラマパート1「765ライブシアター開幕 〜1時間前」
2. ドラマパート2「765ライブシアター開幕!」
3. 微笑み日和
歌：エミリー スチュアート（郁原ゆう）
作詞・作曲：rino、編曲：福富雅之
4. ドラマパート3「ステージパフォーマンス 〜エミリー=スチュアートの場合〜」
5. POKER POKER
歌：真壁瑞希（阿部里果）
作詞：松井洋平、作曲・編曲：橋本由香利
6. ドラマパート4「ステージパフォーマンス 〜真壁瑞希の場合〜」
7. Be My Boy
歌：百瀬莉緒（山口立花子）
作詞：mavie、作曲・編曲：KOH
8. ドラマパート5 ｢ステージパフォーマンス 〜百瀬莉緒の場合〜」
9. プライヴェイト・ロードショウ (playback, Weekday)
歌：水瀬伊織（釘宮理恵）
作詞：松井洋平、作曲・編曲：松田彬人
10. ドラマパート6「ステージパフォーマンス 〜水瀬伊織の場合〜」
11. Sentimental Venus
歌：水瀬伊織（釘宮理恵）、エミリー スチュアート（郁原ゆう）、真壁瑞希（阿部里果）、百瀬莉緒（山口立花子）
作詞：こだまさおり、作曲：rino、編曲：関野元規
ソロ担当：百瀬莉緒（LTSC01）、水瀬伊織（LTSC02）、真壁瑞希（LTSC04.Moon）、エミリー（LTSC06.Pr）
  - 2013年頃のゲームCMで使用された。

12. ボーナスドラマ「楽屋トーク」

## 06
2013年9月25日発売。テーマは「ビューティー&スタイリッシュ」で、出演者は星井美希、伊吹翼、北上麗花、ジュリアの4名。ジャケットイラストはRyota-H。
収録曲
1. ドラマパート1「765ライブシアター開幕〜1時間前」
2. ドラマパート2「765ライブシアター開幕!」
3. 恋のLesson初級編
歌：伊吹翼（Machico）
作詞：こだまさおり、作曲・編曲：nyanyannya (Team.ねこかん[猫])
4. ドラマパート3「ステージパフォーマンス 〜伊吹翼の場合〜」
5. FIND YOUR WIND!
歌：北上麗花（平山笑美）
作詞：松井洋平、作曲・編曲：中土智博
6. ドラマパート4「ステージパフォーマンス 〜北上麗花の場合〜」
7. 追憶のサンドグラス
歌：星井美希（長谷川明子）
作詞：ZAQ、作曲・編曲：高田暁
8. ドラマパート5「ステージパフォーマンス 〜星井美希の場合〜」
9. 流星群
歌：ジュリア（寺川愛美）
作詞：きみコ、作曲・編曲：黒須克彦
10. ドラマパート6「ステージパフォーマンス 〜ジュリアの場合〜」
11. Marionetteは眠らない
歌：星井美希（長谷川明子）、伊吹翼（Machico）、北上麗花（平山笑美）、ジュリア（寺川愛美）
作詞：こだまさおり、作曲・編曲：高田暁
ソロ担当：ジュリア（LTSC01）、伊吹翼（LTSC02）、北上麗花（LTSC03.Da）、星井美希（LTSC05）
12. ボーナスドラマ「楽屋トーク」

## 07
2013年10月30日発売。テーマは「ボーカル＆エレガンス」で、出演者は三浦あずさ、篠宮可憐、高山紗代子、福田のり子の4名。ジャケットイラストは横山なつき。
収録曲
1. ドラマパート1「765ライブシアター開幕〜1週間前」
2. ドラマパート2「765ライブシアター開幕!」
3. マイペース☆マイウェイ
歌：福田のり子（浜崎奈々）
作詞：松井洋平、作曲・編曲：増谷賢
4. ドラマパート3「ステージパフォーマンス 〜福田のり子の場合〜」
5. 君想いBirthday
歌：高山紗代子（駒形友梨）
作詞：rino、作曲・編曲：福富雅之
6. ドラマパート4「ステージパフォーマンス 〜高山紗代子の場合〜」
7. ちいさな恋の足音
歌：篠宮可憐（近藤唯）
作詞：こだまさおり、作曲・編曲：高田暁
8. ドラマパート5「ステージパフォーマンス 〜篠宮可憐の場合〜」
9. 嘆きのFRACTION
歌：三浦あずさ（たかはし智秋）
作詞・作曲：藤本記子、編曲：福富雅之
10. ドラマパート6「ステージパフォーマンス 〜三浦あずさの場合〜」
11. カワラナイモノ
歌：三浦あずさ（たかはし智秋）、篠宮可憐（近藤唯）、高山紗代子（駒形友梨）、福田のり子（浜崎奈々）
作詞：こだまさおり、作曲：藤本記子、編曲：福富雅之
ソロ担当：高山紗代子（LTSC01）、三浦あずさ（LTSC02）、福田のり子（LTSC03.Da）、篠宮可憐（LTSC04.Moon）
12. ボーナスドラマ「楽屋トーク」

## 08
2013年11月27日発売。テーマは「アップでキュート!」で、出演者は高槻やよい、大神環、中谷育、矢吹可奈の4名。ジャケットイラストは渡辺敬介。
収録曲
1. ドラマパート1「765ライブシアター開幕〜10日前」
2. ドラマパート2「765ライブシアター開幕!」
3. ホップ♪ステップ♪レインボウ♪
歌：大神環（稲川英里）
作詞：松井洋平、作曲：三輪智也、編曲：炭竃智弘
4. ドラマパート3「ステージパフォーマンス 〜大神環の場合〜」
5. グッデイ・サンシャイン!
歌：中谷育（原嶋あかり）
作詞：松井洋平、作曲・編曲：八尋春菜、編曲：kanadeYUK、ストリングスアレンジ：佐藤亘
6. ドラマパート4「ステージパフォーマンス 〜中谷育の場合〜」
7. オリジナル声になって
歌：矢吹可奈（木戸衣吹）
作詞：rino、作曲・編曲：関野元規
8. ドラマパート5「ステージパフォーマンス 〜矢吹可奈の場合〜」
9. ハートウォーミング
歌：高槻やよい（仁後真耶子）
作詞：アツミサオリ、作曲・編曲：kanadeYUK
10. ドラマパート6「ステージパフォーマンス 〜高槻やよいの場合〜」
11. Good-Sleep, Baby♡
歌：高槻やよい（仁後真耶子）、大神環（稲川英里）、中谷育（原嶋あかり）、矢吹可奈（木戸衣吹）
作詞：こだまさおり、作曲・編曲：川野勝広
ソロ担当：矢吹可奈（LTSC02）、中谷育（LTSC03.Vi）、高槻やよい（LTSC05）、大神環（LTSC06.An）
12. ボーナスドラマ「楽屋トーク」

## 09
2013年12月25日発売。テーマは「元気に応援!」で、出演者は秋月律子、木下ひなた、佐竹美奈子、松田亜利沙の4名。ジャケットイラストは後藤望。
収録曲
1. ドラマパート1「765ライブシアター開幕～3日前」
2. ドラマパート2「765ライブシアター開幕!」
3. Helloコンチェルト
歌：秋月律子（若林直美）、木下ひなた（田村奈央）、佐竹美奈子（大関英里）、松田亜利沙（村川梨衣）
作詞：こだまさおり、作曲：増谷賢、編曲：長田直之
ソロ担当：松田亜利沙（LTSC01）、佐竹美奈子（LTSC03.Da）、木下ひなた（LTSC06.An）
4. ドラマパート3「ステージパフォーマンス ～佐竹美奈子の場合～」
5. スマイルいちばん
歌：佐竹美奈子（大関英里）
作詞：rino、作曲・編曲：サイトウヨシヒロ
6. ドラマパート4「ステージパフォーマンス ～木下ひなたの場合～」
7. あのね、聞いてほしいことがあるんだ
歌：木下ひなた（田村奈央）
作詞・作曲：藤本記子、編曲：福富雅之
8. ドラマパート5「ステージパフォーマンス ～松田亜利沙の場合～」
9. チョー↑元気Show☆アイドルch@ng!
歌：松田亜利沙（村川梨衣）
作詞：松井洋平、作曲・編曲：バグベア
  - 読みは「チョージョーゲンショーアイドルチャン」。

10. ドラマパート6「ステージパフォーマンス ～秋月律子の場合～」
11. GREEDY GIRL
歌：秋月律子（若林直美）
作詞・作曲：藤本記子、編曲：福富雅之
12. ボーナスドラマ「打ち上げトーク IN 佐竹厨房」

## 10
2014年1月29日発売。テーマは「ミステリアスなウィンター・ソング」で、出演者は四条貴音、高坂海美、徳川まつり、宮尾美也の4名。ドラマパートにのみ音無小鳥（滝田樹里）も出演している。ジャケットイラストは横井将史。
収録曲
1. ドラマパート1「とある事務員の好奇心」
2. ドラマパート2「まつり姫と愉快な仲間達によるわんだほーぱーてぃー開幕」
3. フェスタ・イルミネーション
歌：徳川まつり（諏訪彩花）
作詞・作曲：松井洋平、編曲：関野元規
4. ドラマパート3「ステージパフォーマンス ～高坂海美の場合～」
5. ココロ☆エクササイズ
歌：高坂海美（上田麗奈）
作詞：唐沢美帆、作曲・編曲：板垣祐介
6. ドラマパート4「ステージパフォーマンス ～宮尾美也の場合～」
7. ハッピ～ エフェクト!
歌：宮尾美也（桐谷蝶々）
作詞：松井洋平、作曲・編曲：バグベア
8. ドラマパート5「ステージパフォーマンス ～四条貴音の場合～」
9. 恋花
歌：四条貴音（原由実）
作詞：藤本記子、作曲・編曲：福富雅之
10. ドラマパート6「ステージパフォーマンス ～徳川まつりの場合～」
11. 瞳の中のシリウス
歌：四条貴音（原由実）、高坂海美（上田麗奈）、徳川まつり（諏訪彩花）、宮尾美也（桐谷蝶々）
作詞：こだまさおり、作曲・編曲：野井洋児
ソロ担当：高坂海美（LTSC01）、徳川まつり（LTSC03.Vi）、宮尾美也（LTSC04.Star）
12. ボーナスドラマ「まつり姫と愉快な仲間達によるわんだほーぱーてぃー閉幕」

## 11
2014年2月26日発売。テーマは「ダンサブルなスポーティー・ユニット」で、出演者は菊地真、双海真美、島原エレナ、舞浜歩の4名。
収録曲
1. ドラマパート1「765ライブシアター開幕～1週間前」
2. ドラマパート2「765ライブシアター開幕!」
3. 想いはCarnaval
歌：島原エレナ（角元明日香）
作詞：ハラユカ。、作曲：吉川奏、編曲：白戸佑輔
4. ドラマパート3「ステージパフォーマンス ～島原エレナの場合～」
5. Get My Shinin’
歌：舞浜歩（戸田めぐみ）
作詞：磯谷佳江、作曲・編曲：関野元規
6. ドラマパート4「ステージパフォーマンス ～舞浜歩の場合～」
7. FLY TO EVERYWHERE
歌：菊地真（平田宏美）
作詞：松井洋平、作曲：石井伸昂、編曲：若林充
8. ドラマパート5「ステージパフォーマンス ～菊地真の場合～」
9. DETECTIVE HIGH! ～恋探偵物語～
歌：双海真美（下田麻美）
作詞：松井洋平、作曲・編曲：石井健太郎
10. ドラマパート6「ステージパフォーマンス ～双海真美の場合～」
11. Fu-Wa-Du-Wa
歌：菊地真（平田宏美）、双海真美（下田麻美）、島原エレナ（角元明日香）、舞浜歩（戸田めぐみ）
作詞：こだまさおり、作曲・編曲：関野元規
ソロ担当：舞浜歩（LTSC01）、島原エレナ（LTSC03.Da）
12. ボーナスドラマ「765ライブシアター閉幕」

## 12
2014年3月26日発売。テーマは「切なく愛おしいシリアス系ユニット」で、出演者は萩原雪歩、周防桃子、二階堂千鶴、伴田路子（ロコ）の4名。
収録曲
1. ドラマパート1「765ライブシアター開幕〜1週間前」
2. ドラマパート2「765ライブシアター開幕!｣
3. IMPRESSION→LOCOMOTION!
歌：ロコ（中村温姫）
作詞：松井洋平、作曲・編曲：谷島俊
4. ドラマパート3「ステージパフォーマンス 〜ロコの場合〜」
5. 恋心マスカレード
歌：二階堂千鶴（野村香菜子）
作詞：唐沢美帆、作曲・編曲：増谷賢 　
6. ドラマパート4「ステージパフォーマンス ～二階堂千鶴の場合～」
7. ハミングロード
歌：萩原雪歩（浅倉杏美）
作詞：ZAQ、作曲：KanadeYUK、編曲：KanadeYUK
8. ドラマパート5「ステージパフォーマンス ～萩原雪歩の場合～」
9. デコレーション・ドリ～ミンッ♪
歌：周防桃子（渡部恵子）
作詞：松井洋平、作曲：増谷賢、編曲：長田直之
10. ドラマパート6「ステージパフォーマンス ～周防桃子の場合～」
11. ココロがかえる場所
歌：萩原雪歩（浅倉杏美）、周防桃子（渡部恵子）、二階堂千鶴（野村香菜子）、ロコ（中村温姫）
作詞：こだまさおり、作曲・編曲：高田暁
ソロ担当：萩原雪歩（LTSC02）、周防桃子（LTSC03.Vi）、二階堂千鶴（LTSC06.Fa）
12. ボーナスドラマ「765ライブシアター閉幕」

## 13
2014年4月30日発売。テーマは「お茶目でハチャメチャなアゲアゲユニット」で、出演者は双海亜美、野々原茜、永吉昴、馬場このみの4名。
収録曲
1. ドラマパート1「765ライブシアター開幕〜1週間前」
2. ドラマパート2「765ライブシアター開幕!｣
3. Heart♡・デイズ・Night☆
歌：野々原茜（小笠原早紀）
作詞：松井洋平、作曲・編曲：バグベア
4. ドラマパート3「ステージパフォーマンス 〜野々原茜の場合〜」
5. 微笑んだから、気づいたんだ。
歌：双海亜美（下田麻美）
作詞：松井洋平、作曲・編曲：増谷賢 　
6. ドラマパート4「ステージパフォーマンス ～双海亜美の場合～」
7. dear...
歌：馬場このみ（高橋未奈美）
作詞・作曲・編曲：KOH
8. ドラマパート5「ステージパフォーマンス ～馬場このみの場合～」
9. ビギナーズ☆ストライク
歌：永吉昴（斉藤佑圭）
作詞：唐沢美帆、作曲：小野貴光、編曲：玉木千尋
10. ドラマパート6「ステージパフォーマンス ～永吉昴の場合～」
11. Bigバルーン◎
歌：双海亜美（下田麻美）、永吉昴（斉藤佑圭）、野々原茜（小笠原早紀）、馬場このみ（高橋未奈美）
作詞：こだまさおり、作曲・編曲：高田暁
ソロ担当：馬場このみ（LTSC01）、双海亜美（LTSC02）、永吉昴（LTSC03.Da）、野々原茜（LTSC06.An）
12. ボーナスドラマ「765ライブシアター」
13. Thank You!
歌：春日未来（山崎はるか）、最上静香（田所あずさ）、伊吹翼（Machico）
作詞：NBSI（モモキエイジ）、作曲・編曲：NBSI（佐藤貴文）

## 発売記念イベント
CDシリーズ『LIVE THE@TER PERFORMANCE』の発売を記念してシークレットイベントが行われた。CD内に封入されている応募券（01は対象店舗配布）で応募する事で参加できた。04のみ1回、04以外は各2回ずつ開催された。
|    | 開催日         | 出演者                                                   | 出典        |
| -- | -------------- | -------------------------------------------------------- | ----------- |
| 01 | 2013年5月5日   | 原由実、麻倉もも、田所あずさ、伊藤美来                   | [ 4 ] [ 5 ] |
| 02 | 2013年6月16日  | 中村繪里子、田所あずさ、麻倉もも、山崎はるか、伊藤美来   | [ 6 ]       |
| 03 | 2013年7月13日  | 沼倉愛美、山崎はるか、田所あずさ、麻倉もも、夏川椎菜     | [ 7 ]       |
| 04 | 2013年8月11日  | 今井麻美、田所あずさ、麻倉もも、藤井ゆきよ、雨宮天       | [ 8 ]       |
| 05 | 2013年9月14日  | 山崎はるか、田所あずさ、麻倉もも、郁原ゆう、山口立花子   | [ 9 ]       |
| 06 | 2013年10月13日 | 長谷川明子、山崎はるか、麻倉もも、平山笑美、Machico      | [ 10 ]      |
| 07 | 2013年11月10日 | たかはし智秋、山崎はるか、麻倉もも、近藤唯、駒形友梨     | [ 11 ]      |
| 08 | 2013年12月8日  | 山崎はるか、田所あずさ、麻倉もも、稲川英里、木戸衣吹     | [ 12 ]      |
| 09 | 2014年1月11日  | 山崎はるか、麻倉もも、田村奈央、大関英里、村川梨衣       | [ 13 ]      |
| 10 | 2014年2月15日  | 原由実、山崎はるか、田所あずさ、麻倉もも、上田麗奈       | [ 14 ]      |
| 11 | 2014年3月15日  | 山崎はるか、麻倉もも、田所あずさ、戸田めぐみ、角元明日香 | [ 15 ]      |
| 12 | 2014年4月13日  | 浅倉杏美、山崎はるか、田所あずさ、麻倉もも、渡部恵子     | [ 16 ]      |
| 13 | 2014年5月10日  | 下田麻美、山崎はるか、田所あずさ、麻倉もも、高橋未奈美   | [ 17 ]      |

### ユニットメンバー
1. ↑  天海春香（中村繪里子）、春日未来（山崎はるか）、如月千早（今井麻美）、木下ひなた（田村奈央）、四条貴音（原由実）、ジュリア（愛美）、高山紗代子（駒形友梨）、田中琴葉（種田梨沙）、天空橋朋花（小岩井ことり）、箱崎星梨花（麻倉もも）、松田亜利沙（村川梨衣）、三浦あずさ（たかはし智秋）、水瀬伊織（釘宮理恵）、最上静香（田所あずさ）、望月杏奈（夏川椎菜）、矢吹可奈（木戸衣吹）、エミリー スチュアート（郁原ゆう）、大神環（稲川英里）、我那覇響（沼倉愛美）、菊地真（平田宏美）、北上麗花（平山笑美）、高坂海美（上田麗奈）、佐竹美奈子（大関英里）、島原エレナ（角元明日香）、高槻やよい（仁後真耶子）、永吉昴（斉藤佑圭）、野々原茜（小笠原早紀）、馬場このみ（髙橋ミナミ）、福田のり子（浜崎奈々）、舞浜歩（戸田めぐみ）、真壁瑞希（阿部里果）、百瀬莉緒（山口立花子）、横山奈緒（渡部優衣）、秋月律子（若林直美）、伊吹翼（Machico）、北沢志保（雨宮天）、篠宮可憐（近藤唯）、周防桃子（渡部恵子）、徳川まつり（諏訪彩花）、所恵美（藤井ゆきよ）、豊川風花（末柄里恵）、中谷育（原嶋あかり）、七尾百合子（伊藤美来）、二階堂千鶴（野村香菜子）、萩原雪歩（浅倉杏美）、ロコ（中村温姫）、双海亜美 / 真美（下田麻美）、星井美希（長谷川明子）、宮尾美也（桐谷蝶々）
2. ↑  天海春香（中村繪里子）、星井美希（長谷川明子）、如月千早（今井麻美）、高槻やよい（仁後真耶子）、萩原雪歩（浅倉杏美）、菊地真（平田宏美）、双海亜美 / 真美（下田麻美）、水瀬伊織（釘宮理恵）、三浦あずさ（たかはし智秋）、四条貴音（原由実）、我那覇響（沼倉愛美）、秋月律子（若林直美）
3. ↑  春日未来（山崎はるか）、木下ひなた（田村奈央）、ジュリア（愛美）、高山紗代子（駒形友梨）、田中琴葉（種田梨沙）、天空橋朋花（小岩井ことり）、箱崎星梨花（麻倉もも）、松田亜利沙（村川梨衣）、最上静香（田所あずさ）、望月杏奈（夏川椎菜）、矢吹可奈（木戸衣吹）、エミリー スチュアート（郁原ゆう）、大神環（稲川英里）、北上麗花（平山笑美）、高坂海美（上田麗奈）、佐竹美奈子（大関英里）、島原エレナ（角元明日香）、永吉昴（斉藤佑圭）、野々原茜（小笠原早紀）、馬場このみ（髙橋ミナミ）、福田のり子（浜崎奈々）、舞浜歩（戸田めぐみ）、真壁瑞希（阿部里果）、百瀬莉緒（山口立花子）、横山奈緒（渡部優衣）、伊吹翼（Machico）、北沢志保（雨宮天）、篠宮可憐（近藤唯）、周防桃子（渡部恵子）、徳川まつり（諏訪彩花）、所恵美（藤井ゆきよ）、豊川風花（末柄里恵）、中谷育（原嶋あかり）、七尾百合子（伊藤美来）、二階堂千鶴（野村香菜子）、ロコ（中村温姫）、宮尾美也（桐谷蝶々）